# 우자마
우자마(스와힐리어: Ujamaa, 우애라는 뜻)는 탄자니아의 지도자 줄리어스 니에레레의 정치적 이념으로 사회주의의 영향을 받았다.

## 이념과 실행
니에레레는 우자마를 탄자니아 개발 계획의 기초로 삼았다. 그는 우자마를 민주집중제 형성, 속성 지위에 기반한 차별 철폐, 경제 핵심 요소의 국영화를 통한 사회, 경제, 정치적 평등의 제도화라는 개념으로 해석했다. 
니에레레 통치 하의 탄자니아는 사회개발의 핵심 부분들에서 괄목할 성과를 보았고, 니에레레의 정치적 이념이 세계적인 주목을 끌었다. 가령, 유아사망률은 1965년 1천 명당 138명에서 1985년 110명으로 낮아졌고, 기대 수명은 1960년 37세에서 1984년 52세로 올랐고, 취학률은 급격한 인구 증가에도 불구하고 1960년 25%에서(여성취학률은 16%) 1985년 72%로(여성취학률은 85%) 올랐으며, 성인 문해율은 1960년 17%에서 1975년 63%로 올랐다. 그러나 우자마는 경제성장을 위한 역량에 대한 의문을 제시하며 생산을 감소시켰다.
독립한 지 1년이 안 되어 니에레레는 저항세력 분쇄를 위해 선제적 구금법을 도입했다.
1967년 국영화로 인해 탄자니아 정부는 탄자니아 최대의 고용주가 됐다. 구매력은 감소했고 세계은행 연구자들에 의하면 고세율과 관료주의로 인해 사업가들이 책임 회피, 뇌물, 부패에 의존하는 환경이 조성됐다. 1973년 집단농장 촉진을 위한 강제 이동 정책이 비지지 작전이라는 이름 하에 추구됐다.

## 같이 보기
- 아프리카 사회주의